# Clendenin
Clendenin é uma cidade  localizada no estado norte-americano de Virgínia Ocidental, no Condado de Kanawha.

## Demografia
Segundo o censo norte-americano de 2000, a sua população era de 1116 habitantes.
Em 2006, foi estimada uma população de 1052, um decréscimo de 64 (-5.7%).

## Geografia
De acordo com o United States Census Bureau tem uma área de
3,6 km², dos quais 3,4 km² cobertos por terra e 0,2 km² cobertos por água. Clendenin localiza-se a aproximadamente 194 m acima do nível do mar.

## Localidades na vizinhança
O diagrama seguinte representa as localidades num raio de 28 km ao redor de Clendenin.